# Marie Málková
Marie Málková (provdaná Grossmanová, * 14. dubna 1941 Vysoké Mýto) je česká divadelní, televizní a filmová herečka a pedagožka.

## Život
V roce 1962 dokončila studia herectví na DAMU pod pedagogickým vedením prof. Miloše Nedbala.
Po absolutoriu DAMU se stala členkou souboru Divadla Na zábradlí, kde hrála v proslulých inscenacích Král Ubu, Proces, Zahradní slavnost, Vyrozumění, Ztížená možnost soustředění, Plešatá zpěvačka, Lekce, Hra na Zuzanku.
Kvůli celoživotním občanským a profesionálním postojům svého manžela, divadelního režiséra, dramaturga a literárního a divadelního kritika Jana Grossmana byla po srpnových událostech 1968 následujících 15 let bez stálého angažmá. V tomto období občas hostovala v různých divadlech: Národní divadlo – Matka Kuráž, Krvavý soud, Městská divadla pražská – Zapomeňte na Hérostrata, Činoherní studio Ústí nad Labem – Vášeň jako led, Klicperovo divadlo Hradec Králové – Maryša.
V roce 1983 získala angažmá v Divadle S. K. Neumanna v Libni (Král Oidipus, Princezna T, Oko za oko, Hra pro milující), kde setrvala devět let.
V letech 1992–1995 se vrátila do angažmá v Divadle Na zábradlí a účinkovala v inscenacích Pokoušení, Don Juan, Kafkovo brko, Pokojíček, Služky, Naši furianti, Story.
Následujících sedm let (1995–2002) se stalo její domovskou scénou Divadlo pod Palmovkou.
Za své nepřehlédnutelné výkony v divadelních inscenacích třikrát po sobě získala prestižní české divadelní ocenění, Cenu Alfréda Radoka (Cena Alfréda Radoka je cenou odborné kritiky) za hlavní ženský herecký výkon v letech 2001 (inscenace Terasa, Divadlo Na zábradlí), 2002 (inscenace Běsi, Divadlo v Dlouhé), 2003 (inscenace Náměstí hrdinů, Divadlo Na zábradlí).
Od roku 1996 působila jako pedagožka na Vyšší odborné škole herecké v Praze-Michli a od roku 2002 na Divadelní fakultě AMU, kde v roce 2005 byla jmenována docentkou.
V současné době (2019) hostuje v Divadle pod Palmovkou v inscenacích režiséra Michala Langa – Paní Bovaryová, Žitkovské bohyně a Rok na vsi a v Městských divadlech pražských v inscenaci režiséra Martina Františáka – Neviditelný.
Jejím manželem byl český divadelní režisér, dramaturg a literární teoretik Jan Grossman (1925–1993).

## Divadelní role
- Antigona (Hrdinové v Thébách nebydlí)
- Matka Ubu (Král Ubu)
- Likvidační tajemnice (Zahradní slavnost)
- Žákyně (Lekce)
- Mary (Plešatá zpěvačka)
- Marie (Vyrozumění)
- Lenka (Proces)
- Renata (Ztížená možnost soustředění)
- Zuzanka (Hra na Zuzanku)
- Anežka (Krvavý soud)
- Katrin (Matka Kuráž)
- Klementina (Zapomeňte na Hérostrata)
- Leona (Vášeň jako led)
- Maryša (Maryša)
- Iokasté (Král Oidipus)
- Julie (Vévodkyně z Amalfi)
- Turandot (Princezna T)
- Marta (Kdo se bojí Virginie Voolfové)
- Isabela (Oko za oko)
- Královna (Hamlet)
- Célie Peachumová (Krejcarová opera)
- Virginie Walterová (Miláček)
- Madelaine (Terasa)
- Irina (Tři sestry)
- Rarau (Psí matka)
- Augusta (Osm žen)
- Ona (Z cizoty)
- Nyola (Radúz a Mahulena)
- Gita Lauschmannová (Peníze od Hitlera)
- Matka (Zahrada Jane Austinové)
- Irma (Žitkovské bohyně)
- Frau Eber (Rok na vsi)
- Karolina (Neviditelný)

## Filmové role
- 1963 Kto si bez viny – role: cikánka Šujana (její první filmová role)
- 1968 Všichni dobří rodáci  – role: manželka statkáře Zášinka, která zahynula v koncentračním táboře[3]
- 1971 Vím, že jsi vrah – role: Olga
- 1972 Ukradená bitva (Československo / NDR) – role: Katka
- 1975 Škaredá dědina – role: Tereza
- 1978 Kulový blesk
- 1979 Causa králík
- 1982 Mrkáček Čiko
- 1983 Babičky dobíjejte přesně!
- 1984 Rumburak

## Televize
- 1966 Nevinná (TV inscenace) – role: vdova Gabriela
- 1969 Komediantská historie (TV inscenace románu Anatola France) – role: divadelní herečka Felicie Nanteuillová
- 1986 Grófinka (TV inscenace povídky) – role: hraběnka Ester Mihályová (komtesa)